# Kalvagylet (Kyrkhults socken, Blekinge, 625038-141746)
Kalvagylet är en sjö i Olofströms kommun i Blekinge och ingår i Skräbeåns huvudavrinningsområde.